# ニニニ灯台
ニニニ灯台（ニニニとうだい、英: Ninini Point Lighthouse）は、アメリカ合衆国のハワイ州北西部、カウアイ島のリフエにある灯台である。
ニニニ岬 (Ninini Point) に立っており、コンクリートと木で造られている。86フィート（およそ26メートル）の高さをもち、灯台の頂上からは、西側に広がるナウィリウィリ湾 (Nawiliwili Bay) を見渡すことができる。

## 歴史
1850年に設立されたリフエ・プランテーション (Lihue Plantation) が、1897年に、この辺り一帯の土地を政府にリースすることで、灯台の建設工事が開始された。当初、灯台は木で造られており、初代の灯台守となったポルトガル人のマヌエル・ソーザが、灯台に住み込んで番に当たった。
1900年代初頭まで、灯台周辺は自然の中で孤立化し、荒廃が進んでおり、灯台の機能は低下の一途をたどっていた。1904年、アメリカ合衆国によって改装工事が開始され、同年に灯台守となったジェームス・マクラフリンが力を尽くした結果、荒廃した状態から脱却した。
灯台は、1906年に完成された。1932年、コンクリートと木で造られた灯台が完成される。1953年に自動化されてからは、常勤の灯台守は置かれていないものの、定期的な見回りが行われている。

## 交通アクセス・周辺

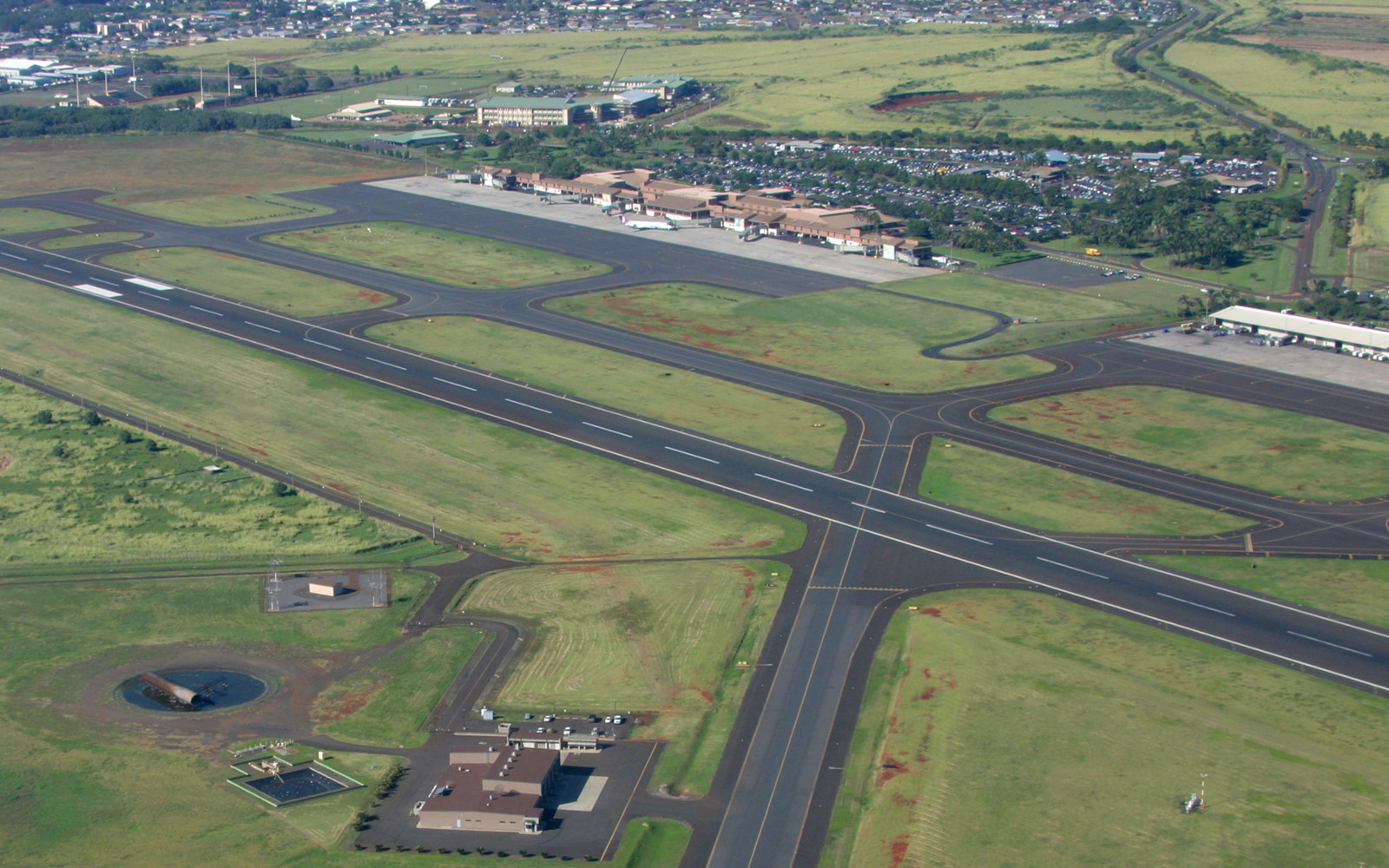
リフエ空港

灯台までは、自動車の場合、カプレ・ハイウェイ (Kapule Highway) を経て、ニニニ・ポイント道路 (Ninini Point Street) を進み、徒歩の場合は、ホクアラ (Hokuala) やカウアイ・マリオット・リゾート・オン・カラパキから行くことができる。
西側には、ニニニ・ビーチ (ceb:Ninini Beach) が広がっている。北へ2キロメートルほど行ったところには、リフエ空港がある。ニニニ・ビーチの近傍には、リゾート施設、ホクアラ・ティンバース・カウアイが立地している。